# Werner Kuhn (chimiste)
 (juin 2024).
Pour les articles homonymes, voir Werner Kuhn et Kuhn.
Werner Kuhn (né le 6 février 1899 à Maur près du lac de Greifen; mort le 27 août 1963 à Bâle) est un physico-chimiste suisse.

## Biographie
Werner Kuhn étudie la chimie à partir de 1917 à l’École polytechnique fédérale de Zurich et obtient en 1921 le diplôme d'ingénieur. Il soutient en 1923 une thèse de doctorat sur la décomposition photochimique de l’ammoniac puis travaille deux ans comme boursier Rockefeller à Copenhague sous la direction de Niels Bohr sur les bandes d'absorption des molécules. Il soutient à l'Université de Zurich en 1927 sa thèse d’habilitation, consacrée aux anomalies de dispersion dans les vapeurs de potassium, de thallium et de cadmium. De 1927 à 1930, il travaille à l'Université de Heidelberg dans le laboratoire de Karl Freudenberg sur les substances optiquement actives, et en particulier sur l'activation de liaisons photochimiques dans les sels optiquement inactifs. Il passe quelques mois dans le laboratoire de physique nucléaire d'Ernest Rutherford à Cambridge, où il se consacre à l'émission et l'absorption des photons gamma ainsi qu'à l'effet Mössbauer.
De 1930 à 1936, Werner Kuhn occupe un poste de professeur surnuméraire à l'Institut de Chimie physique de Karlsruhe. Ses recherches portent sur le comportement des molécules filamentaires en solution, en particulier sur le dépliage et le repliage des macromolécules de polymères en solution. Puis il obtient la chaire de chimie à l'Université de Kiel et reprend ses tentatives de synthétiser des sels photochimiques, tout en s'essayant à la séparation isotopique photochimique. Dans le tri isotopique (par ex. pour la préparation d'eau lourde), il est nécessaire de faire suivre le procédé d'ultracentrifugation d'une centrifugation gazeuse par cyclonage, idée qu'il avait déjà appliqué à la distillation dans un capillaire (principe du lit à contre-courant de Haarnadel). outre la méthode Kuhn-Martin, ce principe est à la base des procédés industriels actuels d'enrichissement d'uranium par séparation.
En 1939, Werner Kuhn accepte une offre de chaire de chimie à l'Université de Bâle. Il se voit confier diverses recherches relatives à l'activité optique, à une théorie sur les écoulements mantelliques, qu'il compare aux écoulements de hauts polymères, et un modèle chimique de la libération d'énergie dans les muscles, réalisé à partir d'un gel d'acide polyacrylique. Il mesure les contraintes dans les mailles polymères en visualisant leurs déformation par double réfraction, ce qui l'amène à énoncer le principe d’élasticité d'entropie.
Kuhn publie son manuel de physique chimique en 1938. Membre correspondant de l'Académie des sciences de Heidelberg (1947), puis recteur de l'université de Bâle (1955), il remet un titre de docteur honoris causa à Niels Bohr, et lui-même est élu l'année suivante à la Leopoldina, et en 1961 à l'Académie américaine des arts et des sciences.